# Dekanat przedborski
Dekanat przedborski – jeden z 29 dekanatów w rzymskokatolickiej diecezji radomskiej. Składa się z następujących parafii:
- Czermno pw. Nawiedzenia Najświętszej Maryi Panny i św. Mikołaja
- Dąbrówka pw. św. Rozalii
- Fałków pw. Świętej Trójcy
- Góry Mokre pw. św. Maksymiliana Kolbe
- Przedbórz pw. św. Aleksego
- Skotniki pw. Niepokalanego Poczęcia Najświętszej Maryi Panny
- Stanowiska pw. św. Jakuba
- Żeleźnica św. Mikołaja